# 兼田いぶき
兼田 いぶき（かねだ いぶき、1993年8月19日 - ）は、日本の元女優。神奈川県出身。

## 略歴
映画『欲望という名の電車』を見て映画女優を志し、2009年に芸能界入り。当時16歳であった。そして2010年10月、劇団空感エンジンのプロデュース公演『オサエロ』で初舞台を踏む。
2011年、受験に専念するために芸能活動を一時休止。演劇学専攻のために志望していた明治大学文学部への入学を果たした後、2013年に活動を再開している。
女優活動と並行してタレント活動も行っており、2014年には『J-CREWプロジェクト 〜やっぱり海が好き〜』のアイドル航海士・海月七海役に、2016年にはネット配信番組『ドラゴンクエストX TV』第5期の初心者大使に就任している。
2017年10月、それまで所属していたフリップアップを退所。以後はGrickに所属して活動を続けていたが、2019年8月に芸能界を引退し、新たな道へ進むことを公表した。

## 人物
趣味はダンス、カメラ、カフェ巡り。中でもヒップホップダンスを特技としている。

## 受賞歴
- J-CREWプロジェクト 〜やっぱり海が好き〜（全日本海員組合/国際船員労務協会） アイドル航海士オーディション2014 グランプリ受賞[6]

## 出演

### 舞台
- オサエロ（2010年10月）
- 落語的@empty space文七元結petit musical!（2013年8月） - お久 役
- HYBRID PROJECT アトリエ公演 3rd satellite「十二夜」（2015年11月）
- 舞台ヨルハ公演「音楽劇ヨルハ Ver1.2」（2018年2月） - ヨツバ 役
- 君死ニタマフ事ナカレ 零_改（2018年11月 - 12月） - ハジゾメ 役

### 映画
- JUKAI -樹海-（英語版）（2016年製作・公開、アメリカ映画）
- しあわせのかたち（2016年製作/2018年公開） - マリ 役
- KILLER TUNE RADIO（2017年製作・公開） - 主演・ゆかり 役[7]
- 星に願いを（2019年製作・公開） - 主演

### テレビドラマ
- NTVスペシャルドラマ「恋するイヴ」（2013年12月、日本テレビ） - タイムキーパー 役

### テレビ番組
- 別冊アサ㊙ジャーナル（2015年4月、TBS）
- おーい!ひろいき村（2015年11月、フジテレビ）

### ネット配信番組
- ドラゴンクエストX TV（2016年2月23日・2016年3月4日 - 公式配信:2018年10月8日[8]/個人配信:2019年8月31日深夜[9]、ニコニコ生放送） - 第5期初心者大使

### CM
- ブレンディ 関西テレビインフォマーシャル「オフィスにドリンクバー！」篇、「こんなパッチんが返ってくるとは…」篇、「世の中そんなに甘くない」篇（2014年、味の素AGF）